# Ен-Шакушана
Ен-Шакушана — правитель єдиної держави Ура й Урука. Його правління припадало приблизно на початок XXIV століття до н. е.

## Життєпис
Близько 2400 року до н. е. енсі Лагаша Еанатум зміг підкорити своїй владі місто Ур, чим поклав край володарюванню першої династії Ура. Ен-Шакушана був сином останнього представника того роду Елілі. Він переніс столицю держави до Урука. Його напис повідомляє про те, що він зумів захопити місто Кіш та ув'язнити місцевого правителя Енбі-Астара.